# Línea 10 (San Juan)

La línea 10 es una línea de colectivos del aglomerado urbano del Gran San Juan en la provincia de San Juan, que recorre los departamentos de Rivadavia y Capital. 
Está administrada actualmente por la empresa privada La Positiva S.A.

## Recorrido

### Rivadavia - San Juan
Ida: Hospital Marcial Quiroga - Avenida Libertador General San Martín- Rastreador Calivar -Valenzuela varas-Ramón Salinas-Cortinez-Favaloro- Cristóbal  Colón -Proyectada- Lavalle- Rastreador Calivar - Cristóbal Colón - Paso de los Andes - Avenida José Ignacio de la Roza - Miguel Soler - 9 de Julio - Hermógenes Ruiz - Avenida José Ignacio de la Roza - Las Heras - Avenida Libertador General San Martín - Avenida Rawson - General Paz - Estados Unidos (Terminal de Ómnibus)
Regreso: Santa Fe - Aven-ida Rawson - Laprida - Patricias Sanjuaninas - Avenida Libertador General San Martín - Las Heras - Avenida José Ignacio de la Roza - Hermógenes Ruiz - 9 de Julio - Miguel Soler - Avenida José Ignacio de la Roza - Paso de los Andes - Cristóbal Colón - Rastreador Calivar - Lavalle - Proyectada- Cristóbal Colón- Dr. Favaloro- Cortines- Ramón Salinas- Valenzuela Varas - Rastreador Calivar - Avenida Libertador General San Martín - Hospital Marcial Quiroga.
- Datos: Q5985427